# Jerzy Mazur (aktor)
Trwa dyskusja nad usunięciem tego biogramu, kliknij i weź w niej udział.
Jerzy Mazur (ur. 20 lipca 1953 w Sieradzu) – polski aktor telewizyjny i dubbingowy.

## Filmografia

### Aktor
- 2010: Na dobre i na złe - neurochirurg
- 2005-2007: Egzamin z życia – Właściciel kwiaciarni
- 2007: Braciszek – Brat Leon
- 2006-2007: Pogoda na piątek
- 2000-2007: M jak miłość – Lekarz pogotowia
- 2005-2007: Pitbull
- 2011: Układ Warszawski – Krupa (odc. 7)

### Polski dubbing
- 2012: Niesamowity świat Gumballa
- 2010-2012: Batman: Odważni i bezwzględni –
  - El Gaucho (odc. 62),
  - Głowa demona (odc. 63)
- 2010: Wakfu
- 2009: Ben 10: Obca potęga
- 2009: Noddy w Krainie Zabawek
- 2007: Koń wodny: Legenda głębin
- 2007: Nurkuj, Olly
- 2007: Chowde
- 2006-2007: Lola i Virginia – Policjant
- 2005: Karol. Człowiek, który został papieżem
- 2005: Spadkobiercy tytanów
- 2004: Power Rangers Dino Grzmot – Blake
- 2004: Żony ze Stepford
- 2004: 6 w pracy
- 2003-2008: 6 w pracy –
  - Wydawca identyfikatorów (odc. 2)
  - Strażnik Ron
  - Wielki Steve (odc. 5, 31)
  - Cowboy
- 2003: Sindbad: Legenda siedmiu mórz
- 2002: Śnięty Mikołaj 2
- 2002: Mistrzowie kaijudo
- 2001-2004: Samuraj Jack – Jestem (odc. 44)
- 2001-2003: Strażnicy czasu
- 2001: Noddy – Pan Sparks
- 2000-2003: X-Men: Ewolucja – Nauczyciel
- 2000-2001: Tata lew
- 2000: Projekt Merkury
- 1999-2000: Rodzina Piratów
- 1999: Muppety z kosmosu
- 1998-2002: Kotopies
- 1998-1999: Szalony Jack, pirat –
  - Mieszkaniec Vulgarii (odc. 3)
  - Strażnik #2 (odc. 6a)
  - Hotelowy Françoise (odc. 6b)
  - Policjant z policji morskiej (odc. 7a)
  - Niski strażnik Krustacji (odc. 8b)
  - Sprzedający pijawki w Krustacji (odc. 8b)
  - Oficer łączności z „Pamiętliwego” (odc. 9b)
  - Scuby Doo (odc. 10b)
  - Policjant #2 (odc. 13b)
- 1998: Sztruksik – Konik
- 1998: Życzenie wigilijne Richiego Richa
- 1997-2001: Byle do przerwy
- 1997-2001: Przygody Misia Paddingtona
- 1997-1998: Traszka Neda
- 1997: Księżniczka Sissi
- 1997: Polowanie na mysz
- 1997: South Park – pan Herbert Garrison
- 1996-1998: Mała księga dżungli
- 1995-1999: Maska – Dach / Eddie
- 1995-1998: Pinky i Mózg
- 1995: Głupi i głupszy
- 1995: Babe - świnka z klasą
- 1995: Powrót do Wiklinowej Zatoki
- 1995: Nowe przygody Madeline
- 1995: Goofy na wakacjach – Emcee
- 1994: Tabaluga / Tabaluga i Leo – Sęp
- 1994: Księżniczka Łabędzi
- 1993-1995: Szmergiel
- 1992-1998: Batman
- 1991: Dzielny Agent Kaczor
- 1990: Filiputki
- 1989: Bouli – Rybak
- 1989: Dommel
- 1989: Wielka bitwa Asteriksa
- 1989: Wielka bitwa Asteriksa
- 1988: Denver, ostatni dinozaur
- 1988: Yogi i inwazja kosmitów
- 1986: Asterix w Brytanii – Stratocumulus
- 1985: Asterix kontra Cezar
- 1985: 13 demonów Scooby Doo
- 1984-1987: Łebski Harry
- 1984-1986: Wesoła siódemka
- 1983-1986: Inspektor Gadżet
- 1983-1985: Malusińscy
- 1981-1990: Smerfy –
  - Krawiec (serie 4-5,7,9 i niektóre z 6,8)
  - Malarz (serie 5,7 i niektóre z 6,8)
  - Reporter (serie 4,9 i większość 7)
  - Smerf Diabełek
  - Bawół (odc. Kłopoty Wierszoklety)
  - różne głosy
- 1980: Figle z Flintstonami
- 1976: Dwanaście prac Asteriksa
- 1974: Hong Kong Phooey –
  - Eric (odc. 6)
  - Mocny Joe (odc. 16)
- 1972-1973: Nowy Scooby Doo
- 1968-1969: Odlotowe wyścigi
- 1968: Asterix i Kleopatra
- 1961: 101 dalmatyńczyków
- 1960-1966: Flintstonowie
- 1955: Zakochany kundel